# Лорн Кальверт
Лорн Альберт Кальверт (англ. Lorne Albert Calvert; нар. 24 грудня 1952, Мус-Джо, Саскачеван) — канадський політичний діяч, в 2001—2007 роках 13-й прем'єр провінції Саскачеван.

## Біографія
Лорн Калверт виріс і отримав освіту в Муз-Джо, а після середньої школи вивчав економіку в Університеті Реджайни та теологію в коледжі Святого Андрія в Саскатуні. Він був висвячений в Об'єднану церкву Канади в 1976 році і служив громадам Саскачевану. З 1979 по 1986 рік він служив служителем Об'єднаної церкви Сіону в Муз-Джо.
1986 року Кальверт був обраний в Законодавчу палату провінції Саскачеван. З відставкою Роя Романова з посади прем'єра Саскачевану в 2001 році, Кальверт очолив цю політичну силу Нова демократична партія Саскачевану (англ. Saskatchewan New Democratic Party), 2003 року під його керівництвом перемогла на провінційних виборах. У 2007 році Кальверт програв на провінційних виборах Бреду Воллу від партії Саскачевану (англ. Saskatchewan Party). Кальверт пішов у відставку з посади лідера партії у 2008 році.